# Sühnevertrag
Sühnevertrag ist ein Begriff aus der Rechtsgeschichte. Es handelt sich um eine Vereinbarung zwischen einem Straftäter und der Opferseite, in der der Täter unter anderem Wiedergutmachung für die begangene Tat zusagt und die Opferseite im Gegenzug auf eine gerichtliche Verfolgung verzichtet. Ein solches Verfahren war insbesondere vor Einführung des Inquisitionsprozesses üblich, da in dieser Zeit Straftaten noch nicht von staatlicher Seite verfolgt wurden und stets eine private Anklage vor Gericht erforderlich war, damit ein Straftäter für seine Tat verurteilt werden konnte. Eine solche Anklage, die eine „peinliche Bestrafung“ des Täters nach sich zog, wurde von der Opferseite aber in der Regel nur dann angestrebt, wenn eine Sühneeinigung nicht zustande kam. In früherer Zeit ging einem Sühnevertrag häufig eine Fehde voraus, die von der Opferseite gegen die Täterseite angezettelt wurde.

## Überlieferung
Überliefert sind naturgemäß nur schriftliche Sühneverträge. Sie wurden wohl ausschließlich im Falle von Totschlag oder Mord geschlossen, stammen aus der Zeit vom 13. bis 17. Jahrhundert und werden oft Totschlagsühneverträge genannt. Dominieren in der früheren Zeit separate Sühneurkunden, werden später oft nur kurze Einträge in Gerichtsbücher vorgenommen.

## Inhalt und Vertragsabschluss
Inhalt der Totschlagsühneverträge war zumeist die Zusage des Täters, einen Teil des angerichteten Schadens durch festgelegte Geldzahlungen wiedergutzumachen. Zudem verpflichtete er sich zu Maßnahmen für das Seelenheil des Verstorbenen, so meist zu einigen Wallfahrten, Bußgottesdiensten, Kerzenstiftungen sowie zur Aufstellung eines Sühnekreuzes in der Nähe des Tatorts.          
Der Sühnevertrag konnte durch Vermittlung eines Richters oder außergerichtlich geschlossen werden; die formalen Voraussetzungen waren unterschiedlich. So erläutert der Sachsenspiegel (um 1230) zur Sühne und Urfehde: „Sone adir orveide, der der man vor gerichte tut, gezuget man mit deme richter unde zwen mannen. Gezuget her si abir ane gerichte, her muz gezugen selbe sobende also der, den man de sone adir orvede tete.“
Aus dem Jahr 1463 ist in Weikersheim ein vollständiger Sühnevertrag erhalten. Für die Ermordung eines Sohnes handelten die Angehörigen und der Täter durch zwei Schiedsleute als (übliche) Wiedergutmachung aus: ein Steinkreuz, eine Heilige Messe mit zwei Priestern, zehn Pfund Wachs für Kerzen, 45 Gulden als Spesen und Schadensersatz, je ein Paar Hosen an die Schiedsleute, den Amtmann und den Vogt, sowie zwei Eimer Wein an die Gefolgschaft beider Parteien.

## Späte Sühneverträge
Besonders interessant ist das Nebeneinander von Totschlagsühne und Inquisitionsprozess in späterer Zeit: Viele Gerichte akzeptierten den Abschluss eines Sühnevertrages und verzichteten daraufhin auf eine Strafanklage. Das Stadtrecht von Brixen (Südtirol) aus dem Jahre 1379 enthielt dazu folgende Regelung:  „Der totslach, der in dem gerichte beschicht, der ist des herren. Derwischt man i[h]n, der i[h]n tuot, der statrichter sol richten tot wider tot..., hant wider hant, fuoz wider fuoz, auge wider auge; und wil man phenning [=Geld] dafür nehmen, so dinge er mit dem, dem der schaden beschicht, so er naechste muge.“ Rechtsbücher wie der Klagspiegel (um 1436) lieferten juristische Begründungen, weshalb eine solche Ausnahme vom Inquisitionsverfahren zulässig sei. Trotz reichsweiter Einführung des (in den meisten Territorien längst üblichen) Inquisitionsverfahrens durch die Constitutio Criminalis Carolina von 1532 konnte sich das Sühneverfahren in manchen Gegenden bis ins 17. Jahrhundert hinein halten.  